# لشکر ۳ زرهی (ایالات متحده آمریکا)
لشکر ۳ زرهی ایالات متحده آمریکا (انگلیسی: 3rd Armored Division) لشکر زرهی نیروی زمینی ایالات متحده آمریکا بود، که در سال ۱۹۴۱ تأسیس شد و در سال ۱۹۹۲ منحل گردید.
این لشکر که به طور غیررسمی با نام مستعار "گله سوم" شناخته می‌شود، اولین بار در سال ۱۹۴۱ فعال شد و در جبهه اروپایی در جنگ جهانی دوم فعال بود. این لشکر در بیشتر دوران جنگ سرد در آلمان غربی مستقر بود و در جنگ خلیج فارس نیز شرکت داشت. در ۱۷ ژانویه ۱۹۹۲، لشکر ۳ زرهی که هنوز در آلمان بود، عملیات خود را متوقف کرد. در اکتبر ۱۹۹۲، به عنوان بخشی از خروج عمومی نیروهای نظامی ایالات متحده در پایان جنگ سرد، رسماً غیرفعال شد.